# Palazzo Braghini - Rossetti
Palazzo Braghini - Rossetti, noto anche come Palazzo Nagliati Braghini Rossetti,  è un edificio storico italiano situato a Ferrara all'angolo tra Corso Giovecca e via Palestro. Il palazzo, di origine rinascimentale, fu poi trasformato nel Sette e Ottocento. Al suo interno sono situati uffici ed ha sede la Fondazione Braghini-Rossetti.

## Storia

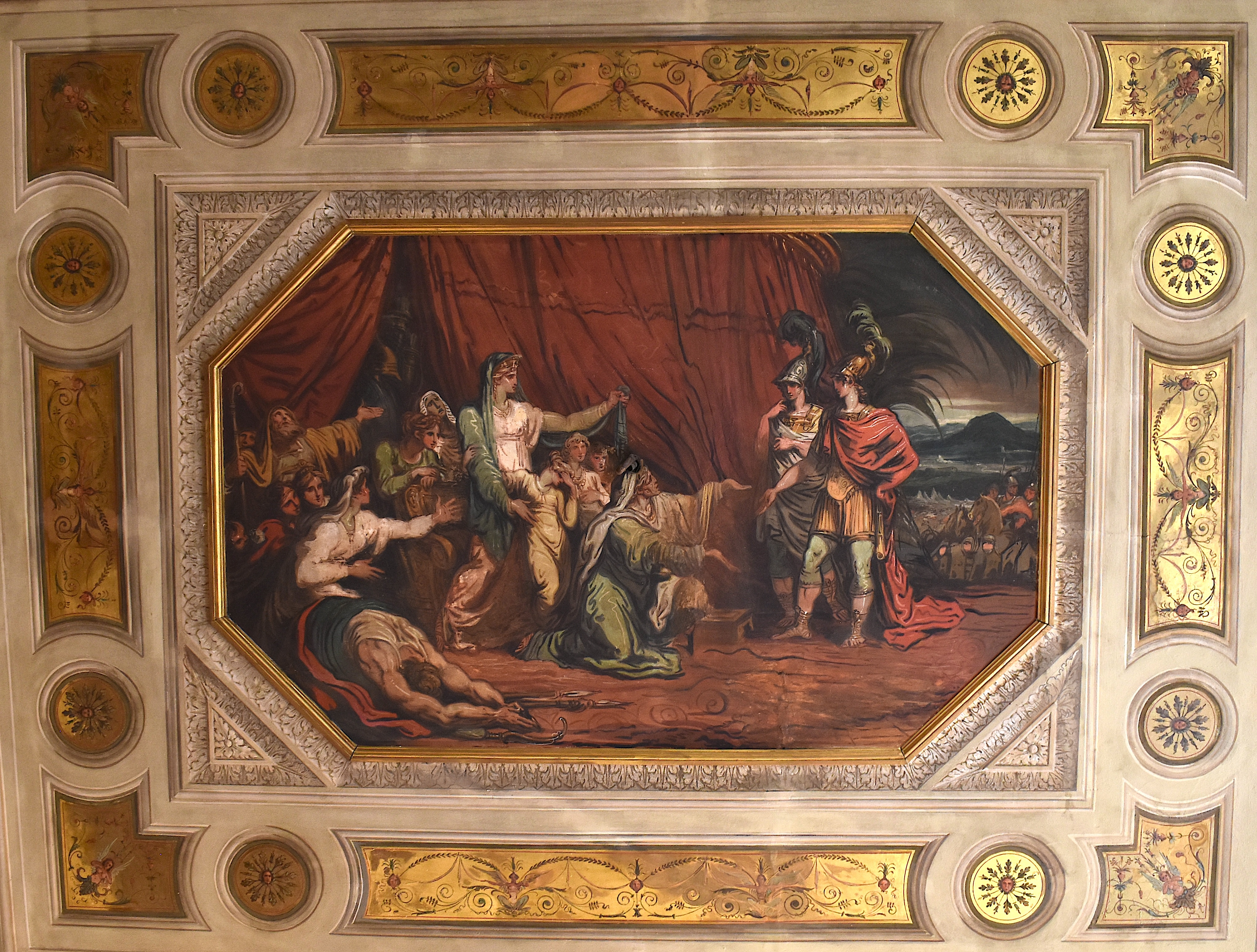
Felice Giani, Alessandro alla tenda della famiglia di Dario

Non si hanno notizie in merito ai primi proprietari del palazzo. 
Nel 1802 il palazzo fu acquistato da Anselmo Nagliati mediante permuta con Francesco e Gaetano Raspi e rimarrà di proprietà della famiglia Braghini - Nagliati fino al 1902, quando fu prima venduto alla Cassa di Risparmio di Ferrara per poi tornare di proprietà del conte Pietro Braghini, mediante la permuta di un fabbricato vicino con l'istituto bancario.
Successivamente alla morte di Pietro e della moglie Bice Arnolfi Braghini Rossetti, passò nel 1952 all'Opera Pia Benedetto, Teresa e Figli conti Braghini Rossetti.

### Decorazioni
Di particolare pregio risultano essere gli interventi decorativi realizzati nei primi anni dell'Ottocento. Tali interventi riguardarono diversi ambienti interni del piano nobile e furono affidati a Felice Giani e alla sua bottega (coadiuvati dallo stuccatore Pietro Trefogli), che qui operarono attorno al 1822. Altri ambienti furono poi affidati ai decoratori ferraresi Francesco Migliari e Girolamo Domenichini.